# رژو شوملائی
رژو شوملائی (مجاری: Somlai Rezső؛ ۱۹۱۱ – تاریخ مرگ نامعلوم) بازیکن فوتبال اهل مجارستان بود.
از باشگاه‌هایی که در آن بازی کرده‌است می‌توان به باشگاه فوتبال نیس و باشگاه فوتبال فرنتس‌واروش اشاره کرد.
وی همچنین در تیم ملی فوتبال مجارستان بازی کرده‌است.